# بيرتل مارتنسون
بيرتل مارتنسون (بالسويدية: Bertil Mårtensson)‏ هو كاتب وفيلسوف سويدي، ولد في 1945 في مالمو في السويد، وتوفي في 4 نوفمبر 2018 في هلسينغبورغ في السويد.